# Gips
Gips, geologisch auch als Gipsspat bekannt, ist ein sehr häufig vorkommendes Mineral aus der Mineralklasse der „Sulfate (und Verwandte)“ mit der chemischen Zusammensetzung Ca[SO4]·2H2O und damit chemisch gesehen wasserhaltiges Calciumsulfat oder auch Calciumsulfat-Dihydrat.
Gips kristallisiert im monoklinen Kristallsystem und entwickelt meist tafelige oder prismatische bis nadelige Kristalle, aber auch körnige bis massige Aggregate. Im Allgemeinen ist Gips farblos oder weiß. Er kann aber durch Aufnahme von Fremdionen oder Beimengungen unterschiedlicher Art (Sand, Bitumen) eine gelbliche, rötliche, graue oder braune Farbe annehmen. Seine Strichfarbe ist jedoch weiß.
Ganz überwiegend aus dem Mineral Gips bestehende, also monomineralische Gesteine mit nur geringen Beimengungen anderer Minerale wie Anhydrit, Quarz oder Tonmineralen werden ebenfalls als Gips oder auch als Gipsstein bezeichnet.

## Etymologie und Geschichte
Der Name Gips ist vom altgriechischen Wort γύψος gypsos („Kreide, Gips“) abgeleitet, das seinerseits aus dem semitischen Sprachbereich übernommen wurde. Das lateinische Wort lautet gypsum (später auch gipsum) und bezeichnete vor allem den gewöhnlichen Gips (im Gegensatz zum Alabastergips). Weitere antike, jedoch nicht in jedem Fall synonym gebrauchte Bezeichnungen für Gips sind selenites („Mondstein“, daher Selenit), alabastron (davon Alabaster) und lapis specularis („Spiegelstein“). In deutschsprachigen Enzyklopädien des 18., 19. und 20. Jahrhunderts wird die Bezeichnung „Gyps“ und entsprechende Komposita genutzt.
Schon in der Jungsteinzeit wurde Gips als Baumaterial verwendet. Bereits 7000 v. Chr. wurde in Kleinasien in der heutigen Stadt Çatalhöyük Gips zur Verzierung der Innenräume verwendet. In den Keilschriften der Sumerer und Babylonier finden sich Hinweise für die Verwendung von Gips, ebenso in Jericho (6000 v. Chr.). Ab 3000 v. Chr. wurde in Uruk und später in Ägypten Gips auch als Mörtel verwendet, dem Kalk oder Steine als Verunreinigung oder zur Streckung beigemengt waren. Beispielsweise wurde bei der Sphinx (2700–2600 v. Chr.) für bestimmte Arbeiten ein kalkhaltiger Gipsmörtel verwendet. Auch lichtdurchlässige Scheiben aus Alabaster waren bei den Ägyptern bekannt. Die minoische Kultur verwendete Gipsmörtel und Alabaster anstatt Marmor als Fußboden oder Wandbelag und als Baustein (Palast von Knossos, 2100–1800 v. Chr., und Palast von Phaistos), und der griechische Naturforscher Theophrastos von Eresos beschrieb in einer Abhandlung die Herstellung von Gips. In Griechenland wurde Gips wegen seiner leichten Bearbeitbarkeit auch für Bauornamente an den Häusern genutzt.
Die Römer verwendeten Gips nur für Ornamentik im Innenbereich, da sie für den Außenbereich mit dem wesentlich dauerhafteren Kalk vertraut waren.
In Europa nahm die Verwendung von Gips ab dem 11. Jahrhundert wieder zu, Gips wurde zum Verfugen von Mauerwerk und zum Ausfachen von Innenwänden und ab dem 17. Jahrhundert für Stuckarbeiten verwendet. Gips wird in Gipswerken gewonnen und gebrannt.
Da der Gips bereits lange vor der Gründung der International Mineralogical Association (IMA) bekannt und als eigenständige Mineralart anerkannt war, wurde dies von ihrer Commission on New Minerals, Nomenclature and Classification (CNMNC) übernommen und bezeichnet den Gips als sogenanntes „grandfathered“ (G) Mineral. Die seit 2021 ebenfalls von der IMA/CNMNC anerkannte Kurzbezeichnung (auch Mineral-Symbol) von Gips lautet „Gp“.

## Klassifikation
Bereits in der veralteten 8. Auflage der Mineralsystematik nach Strunz gehörte der Gips zur Mineralklasse der „Sulfate, Chromate, Molybdate und Wolframate“ und dort zur Abteilung „Wasserhaltige Sulfate ohne fremde Anionen“, wo er gemeinsam mit Ardealit in der „Gips-Reihe“  mit der Systemnummer VI/C.16 steht.
Im zuletzt 2018 überarbeiteten „Lapis-Mineralienverzeichnis“, das sich im Aufbau noch nach der alten Form der Systematik von Karl Hugo Strunz richtet, erhielt das Mineral die System- und Mineralnummer VI/C.22-020. In der „Lapis-Systematik“ entspricht dies ebenfalls der Abteilung „Wasserhaltige Sulfate, ohne fremde Anionen“, wo Gips zusammen mit Ardealit, Bassanit und Rapidcreekit eine unbenannte Gruppe mit der Systemnummer VI/C.22 bildet.
Auch die von der International Mineralogical Association (IMA) zuletzt 2009 aktualisierte 9. Auflage der Strunz’schen Mineralsystematik ordnet den Gips in die Abteilung „Sulfate (Selenate usw.) ohne zusätzliche Anionen, mit H2O“ ein. Diese ist allerdings weiter unterteilt nach der relativen Größe der beteiligten Kationen, so dass das Mineral entsprechend seiner Zusammensetzung in der Unterabteilung „Mit ausschließlich großen Kationen“ zu finden, wo es als einziges Mitglied eine unbenannte Gruppe mit der Systemnummer 7.CD.40 bildet.
In der vorwiegend im englischen Sprachraum gebräuchlichen Systematik der Minerale nach Dana hat Gips die System- und Mineralnummer 29.06.03.01. Dies entspricht ebenfalls der Klasse der „Sulfate, Chromate und Molybdate“ und dort der Abteilung „Wasserhaltige Säuren und Sulfate“. Hier findet er sich als einziges Mitglied in einer unbenannten Gruppe mit der Systemnummer 29.06.03 innerhalb der Unterabteilung „Wasserhaltige Säuren und Sulfate mit AXO4 × x(H2O)“.

## Kristallstruktur

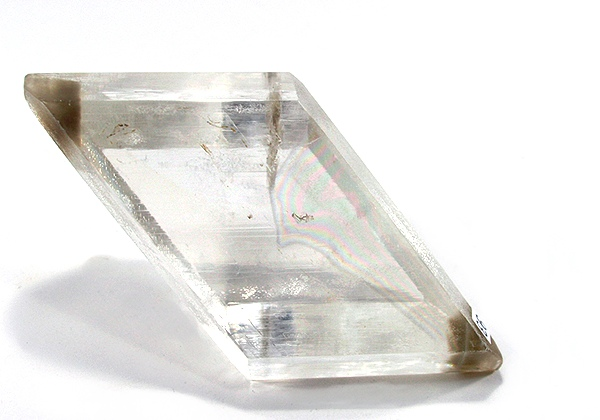
Perfekter, durchsichtiger Gipskristall, Blickrichtung auf die b-Achse

Gips kristallisiert monoklin in der Raumgruppe A2/a (Raumgruppen-Nr. 15, Stellung 2) mit den Gitterparametern a = 6,52 Å; b = 15,18 Å; c = 6,29 Å und β = 127,4° sowie vier Formeleinheiten pro Elementarzelle.

## Eigenschaften

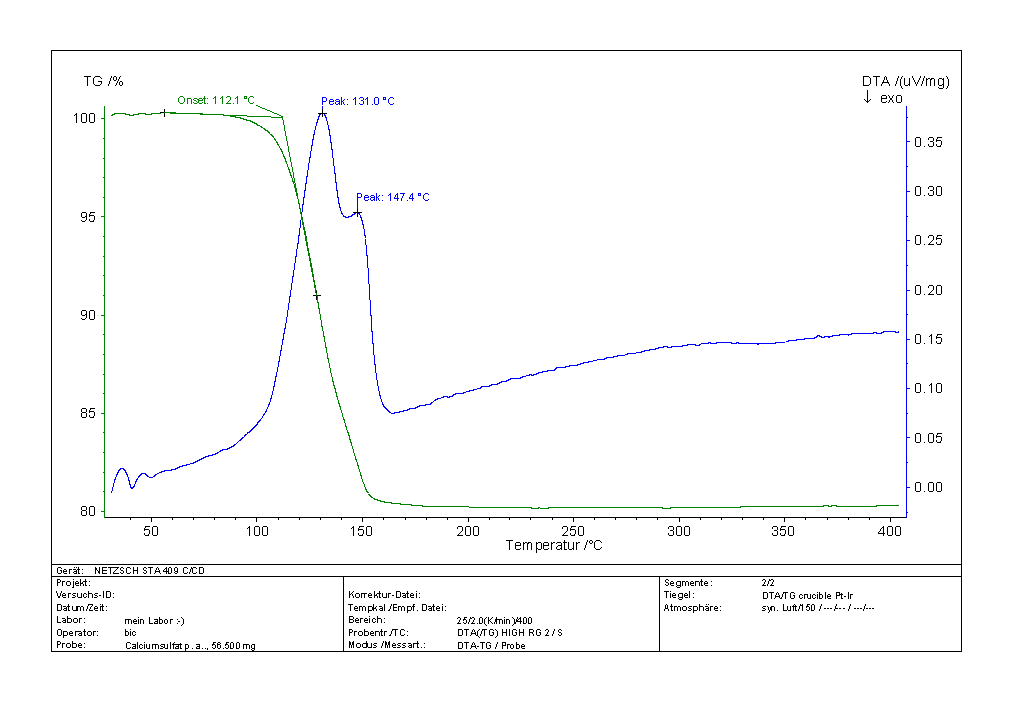
Abspaltung von Kristallwasser bei CaSO_{4} in der DTA

### Physikalische Eigenschaften
Gips hat die sehr geringe Mohshärte von 2 und ist neben Halit ein Standardmineral auf der Härteskala nach Friedrich Mohs. Seine Dichte beträgt zwischen 2,2 und 2,4 g/cm³, und er ist im Gegensatz zum häufig vergesellschafteten Mineral Halit nur schwer in Wasser löslich. Die Löslichkeit in Wasser beträgt unter Normalbedingungen 2,1 g/l, die von Halit dagegen 358 g/l. Aus reiner wässriger Lösung kristallisiert Calciumsulfat unterhalb von 66 °C stets als Gips, oberhalb von 66 °C als Anhydrit. Bei Gegenwart anderer Ionen, zum Beispiel Natrium, verschieben sich die Löslichkeitsgleichgewichte.

### Chemische Eigenschaften
Beim Erhitzen geht das Kristallwasser verloren (TG-Kurve = Masseverlust, onset = Beginn der Wasserabspaltung, Peaks = Maxima der Reaktion), und es entsteht zuerst ein Hemihydrat (auch Halbhydrat, gebrannter Gips bzw. Bassanit genannt) mit der chemischen Formel CaSO4 • ½ H2O, bei weiterem Wasserverlust entsteht schließlich über den löslichen Anhydrit III der unlösliche Anhydrit II (CaSO4), letztere beide werden mineralogisch schlicht Anhydrit genannt.

### Gesteinsbildner
Gips kann unter besonderen natürlichen Umständen einem gesteinsbildenden Prozess unterliegen. Durch Verdunstung von calciumsulfathaltigem Meerwasser fallen Gips und Anhydrit in früher Phase der Carbonatabscheidung aus. Primär sedimentiert dabei Gips. Das in größeren Schichten beziehungsweise Aggregaten entstehende Gestein wird in der Petrographie zur Gruppe der Evaporite gezählt und ist auch unter dem Kulturbegriff Alabaster bekannt. Die Genese führt dabei zu kryptokristallinen oder kristallinen Ausbildungen mit einer Korngröße bis in den Zentimeterbereich.
Im Nahbereich von solchen Lagerstätten können kristalline Neubildungen des Minerals Gips entstehen, Marienglas genannt.

## Varietäten und Modifikationen
Gips kommt sowohl massiv, in feinkörniger Form als farbloser, weißer, gelber, roter oder grauer Alabaster vor als auch feinfaserig als Fasergips. Für letzteren ist auch die Bezeichnung Seidenspat bzw., genauer, Alabaster-Seidenspat und gelegentlich die Bezeichnung Atlasspat im Gebrauch. Die Bezeichnung Atlasspat ist allerdings uneinheitlich und wird auch für feinfaserigen Calcit mit Seidenglanz verwendet.
Alabasteraugen entstehen aus Calciumsulfat, das sich an einzelnen Stellen innerhalb eines Muttergesteins sammelte, bevor sich dieses gefestigt hatte, und dann später zu Alabasterkugeln verhärtete. Daneben finden sich manchmal durchsichtige Kristalltafeln, die als Marienglas oder Fraueneis (Selenit) bekannt sind.
Das Mineral wird in verschiedenen Kristallformen gefunden: So sind die Kristalle oft sehr groß, plastisch biegsam, vollkommen spaltbar, dicktafelig, oft krummflächig, manchmal auch verzwillingt; andererseits kommt Gips auch rosettenartig verwachsen als sogenannte Sandrose, Gipsrose oder Wüstenrose vor.
Irreführend als Polyhalit wird eine Gips-Varietät bezeichnet, welche mit Kaliumsulfat und Magnesiumsulfat verbunden ist. Sie kommt in den Steinsalzlagern von Staßfurt, Berchtesgaden und Bad Ischl vor.

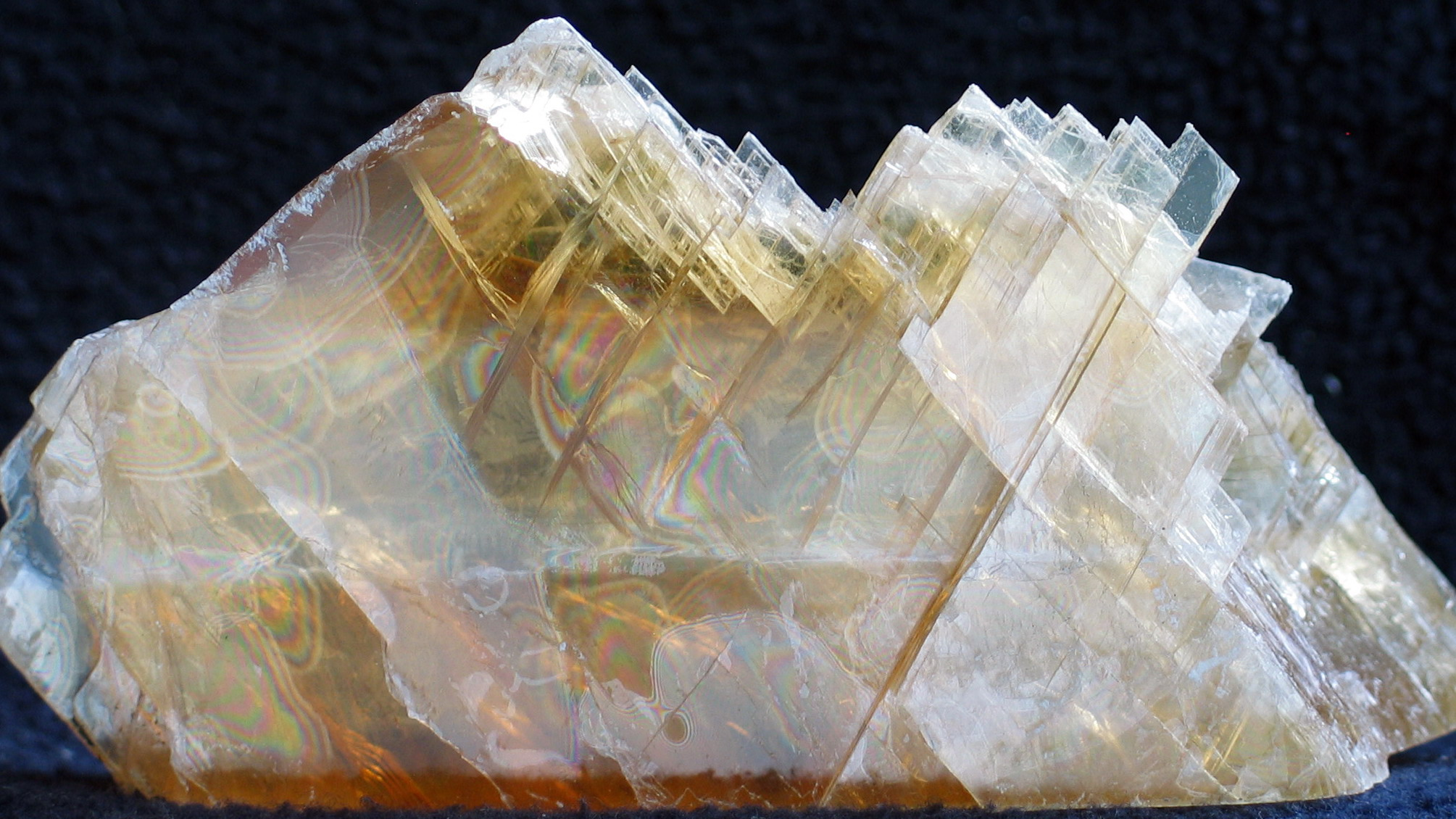
Irisierende, durchsichtige Gipskristallstufe (Selenit) aus Lubin, Polen
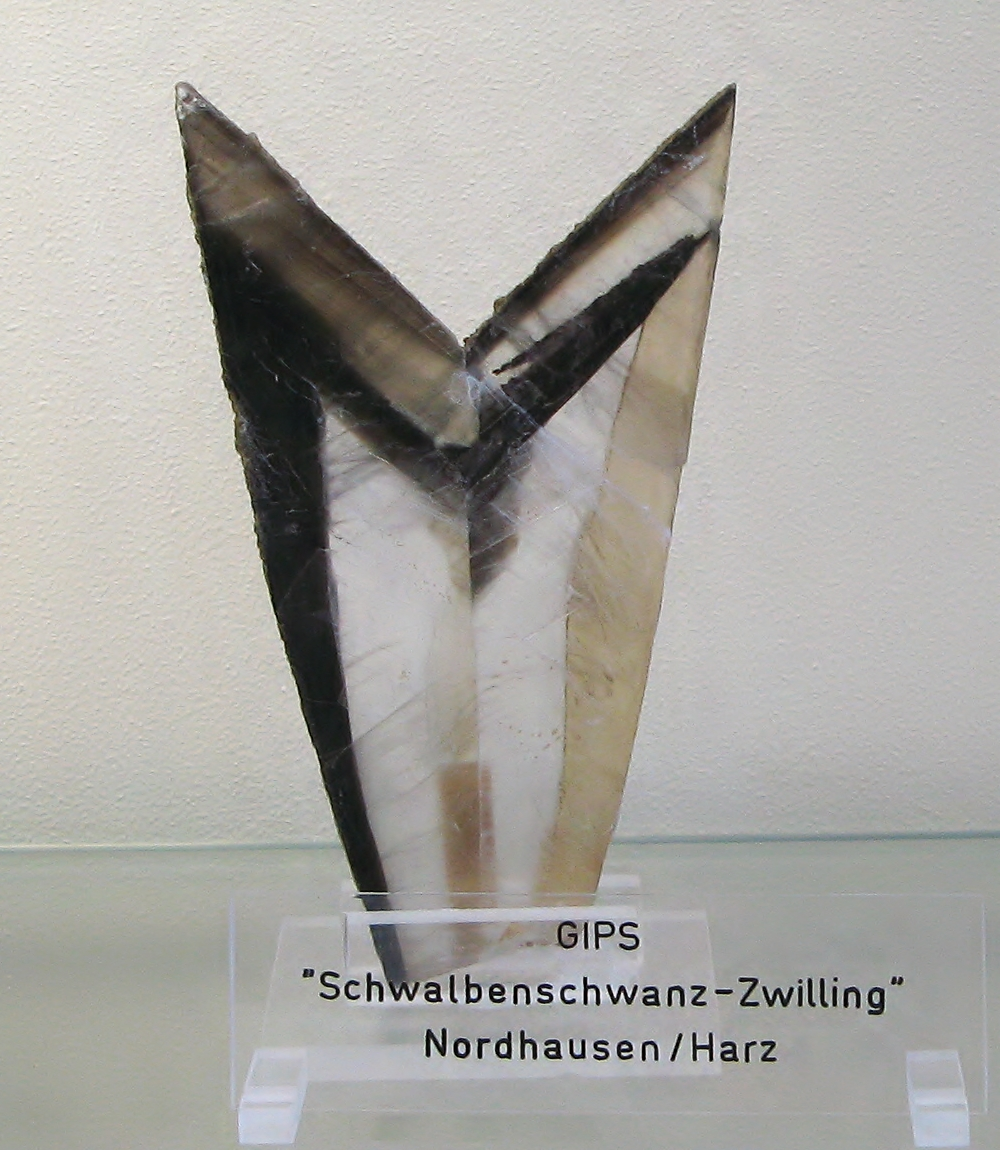
Schwalbenschwanz-Zwilling aus Nordhausen im Harz
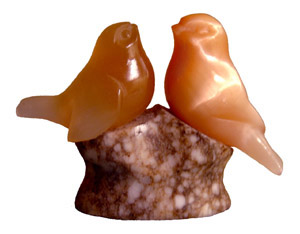
Vogelskulptur aus Alabaster-Seidenspat
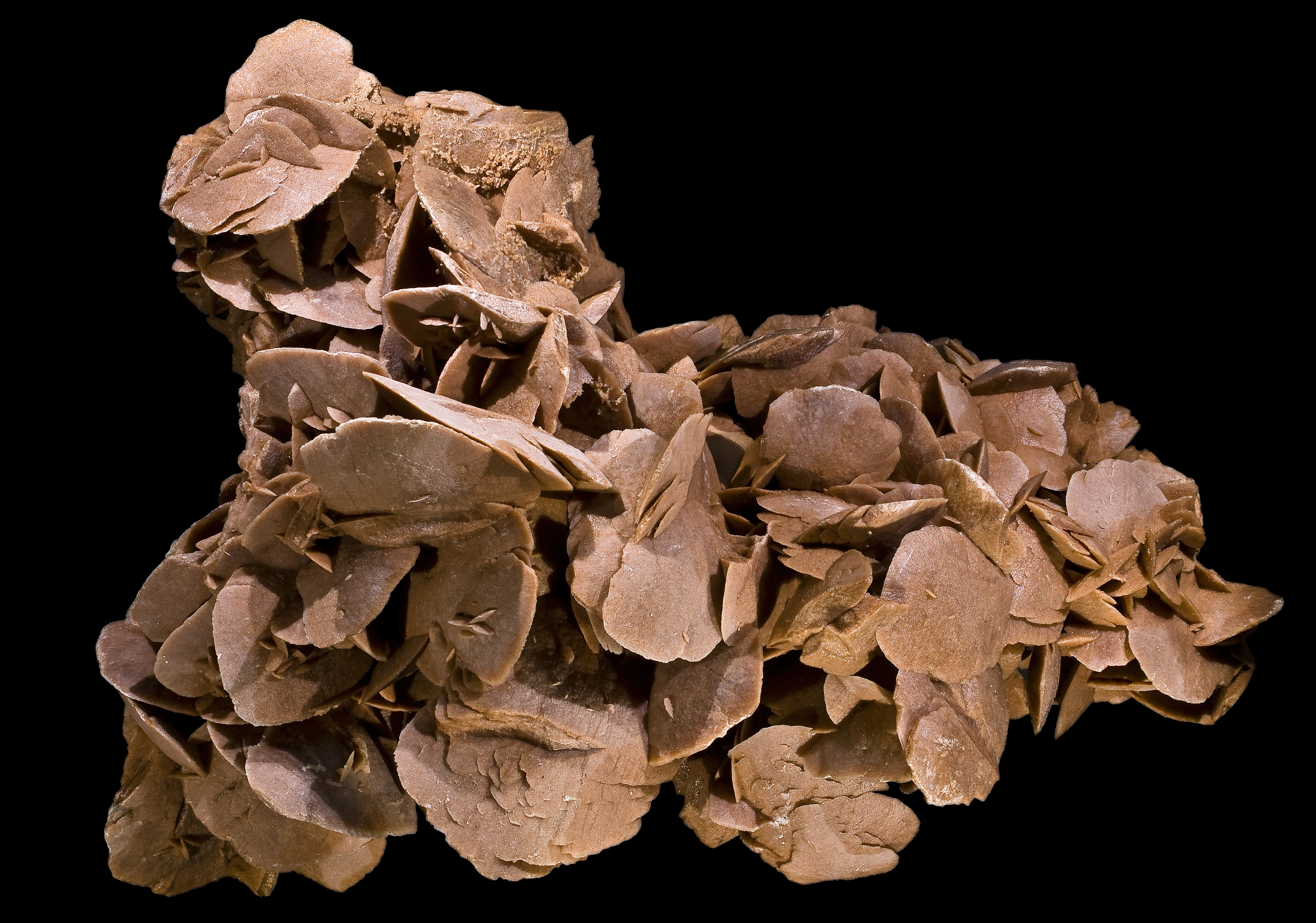
Sandrose

## Bildung und Fundorte
Die Gipsvorkommen in Deutschland sind weit überwiegend Evaporite, das heißt, sie sind durch Auskristallisierung aus mineralübersättigtem Meerwasser entstanden (siehe auch Zechsteinmeer). Dabei ist der Gips oft zwischenzeitlich aufgrund sedimentärer Auflast zu Anhydrit umgewandelt und später wieder hydratisiert worden. Man findet Gips aber auch als Verwitterungsprodukt sulfidischer Erze und in vulkanischen Schloten (sogenannte White Smoker), wo er durch Reaktion von austretender Schwefelsäure mit Kalkstein entstehen kann. Die natürlichen Lagerstätten sind meist mit Beimengungen versehen, die eine Parallelentwicklung bzw. aufeinanderfolgende Bildung verschiedener Minerale (Paragenese) begünstigen. So tritt Gips in Paragenese unter anderem mit Anhydrit, Aragonit, Calcit, Coelestin, Dolomit, Halit und Schwefel auf.
Gips gehört zu den weit verbreiteten Mineralbildungen. Weltweit sind bisher über 7800 Fundorte dokumentiert (Stand: 2022). Besonders häufig trat er unter anderem in Algerien, Argentinien, Armenien, Australien, Belgien, Bolivien, Brasilien, Bulgarien, Chile, der Volksrepublik China, Deutschland, Frankreich, Griechenland, Indonesien, Iran, in Irland, Italien, Japan, Kanada, Kasachstan, Madagaskar, Marokko, Mexiko, Namibia, Norwegen, Österreich, Peru, auf den Philippinen, in Polen, Portugal, Rumänien, Russland, Schweden, der Schweiz, der Slowakei, Spanien, Südafrika, Tschechien, der Türkei, Ungarn, im Vereinigten Königreich (Großbritannien) und den Vereinigten Staaten (USA) auf.
In Deutschland ist das Mineral unter anderem im Neckar-Odenwald-Kreis (Umgebung von Mosbach), bei Osterode am Harz, Eisleben in Sachsen-Anhalt, Borken bei Kassel und im Segeberger Kalkberg zu finden, als Bestandteil der Grabfeld-Formation (Gipskeuper) auch im Steigerwald, der Frankenhöhe und nördlich der Schwäbischen Alb. Hier entstand es meist durch Hydratisierung von bereits vorhandenem Anhydrit während der pleistozänen Kaltzeiten und liegt auch deshalb, bevorzugt an exponierten Westseiten.
In Österreich gibt es Lagerstätten in Preinsfeld bei Heiligenkreuz, Puchberg am Schneeberg, Wienern am Grundlsee, Spital am Pyhrn, Moosegg bei Golling, Abtenau und Weißenbach am Lech.
Bekannt aufgrund außergewöhnlicher Gipsfunde ist unter anderem die Mine von Naica in Chihuahua (Mexiko), wo in verschiedenen Höhlen Gips-Riesenkristalle von bis zu 15 Meter Länge entdeckt wurden. In der Mina Quien Tal Pensara (Mina Rica) bei Pulpí in der spanischen Provinz Almería fanden Bergleute eine ovale Riesengeode mit einem Durchmesser von 1,8 × 1,7 Metern und einer Länge von 8 Metern (Innenmaße), die mit durchschnittlich einem halben Meter langen Marienglas-Kristallen ausgekleidet ist und als „Geode von Pulpí“ (kurz Pulpí-Geode) bezeichnet wird.
Des Weiteren konnte Gips auch in Mineralproben vom Meeresboden der Barentssee (Arktischer Ozean), des Mittelatlantischen Rückens, des Zentralindischen Rückens sowie in der Bismarcksee (Pazifischer Ozean) und am Ostpazifischen Rücken nachgewiesen werden.
Außerhalb der Erde gelang der Nachweis für Gips durch Sonden auf dem Mars, genauer bei Juventae Chasma im Valles Marineris, in der Terra Margaritifer und der Yellowknife Bay im Aeolis quadrangle sowie im Krater Endeavour in der Meridiani-Ebene.

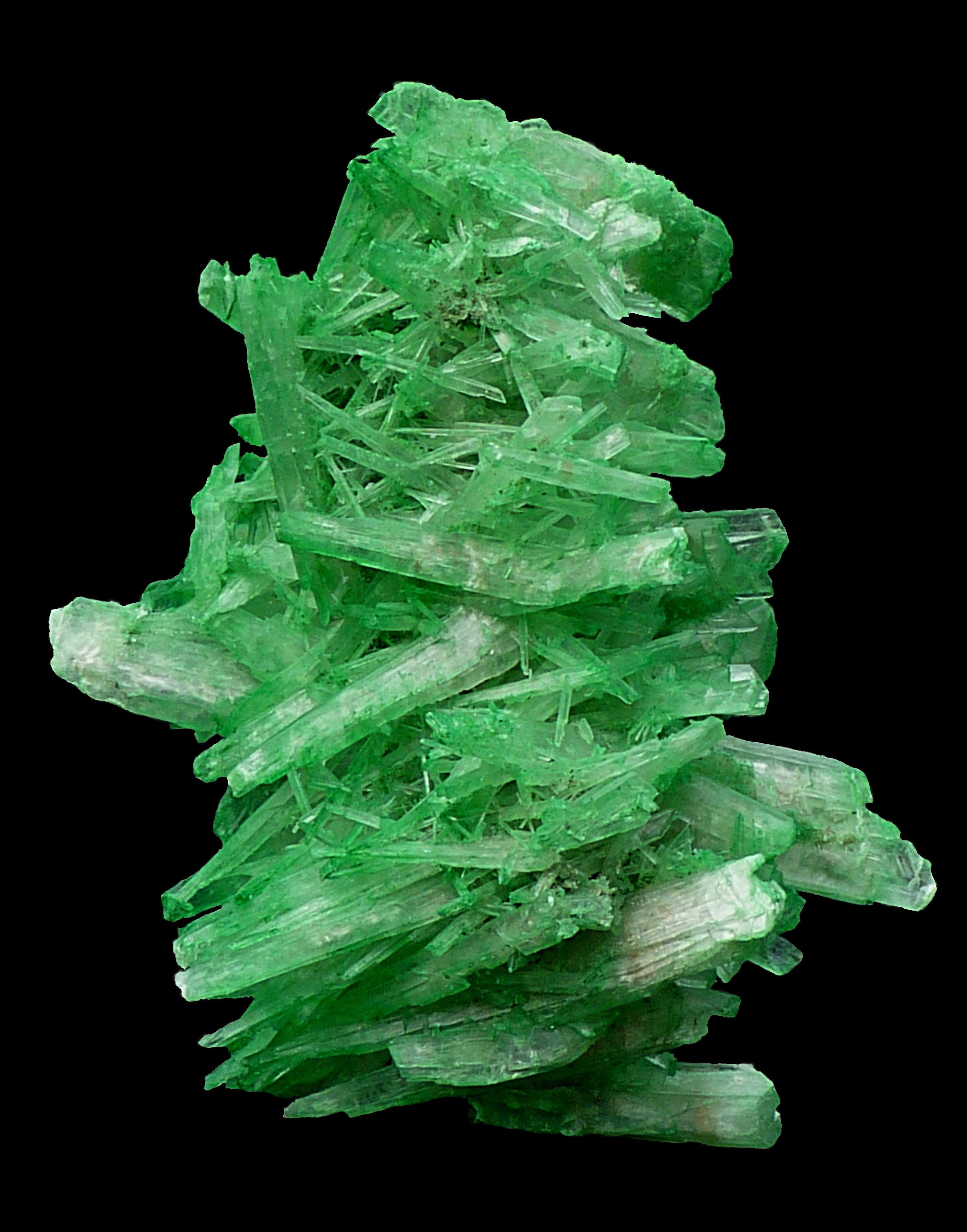
Durch Einlagerung von Kupferoxiden grün gefärbter Gips aus Swan Hill, Australien (Größe: 11,5 cm × 8 cm × 7 cm)
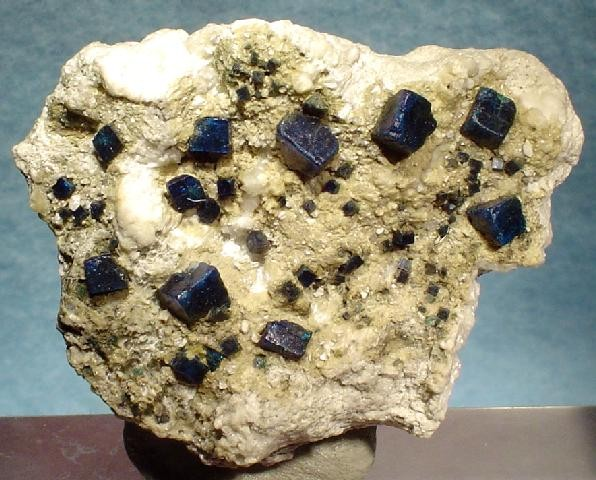
Derbes Gips-Aggregat mit eingelagerten Boleit-Würfeln (Größe: 4,8 cm × 3,6 cm × 1,7 cm)
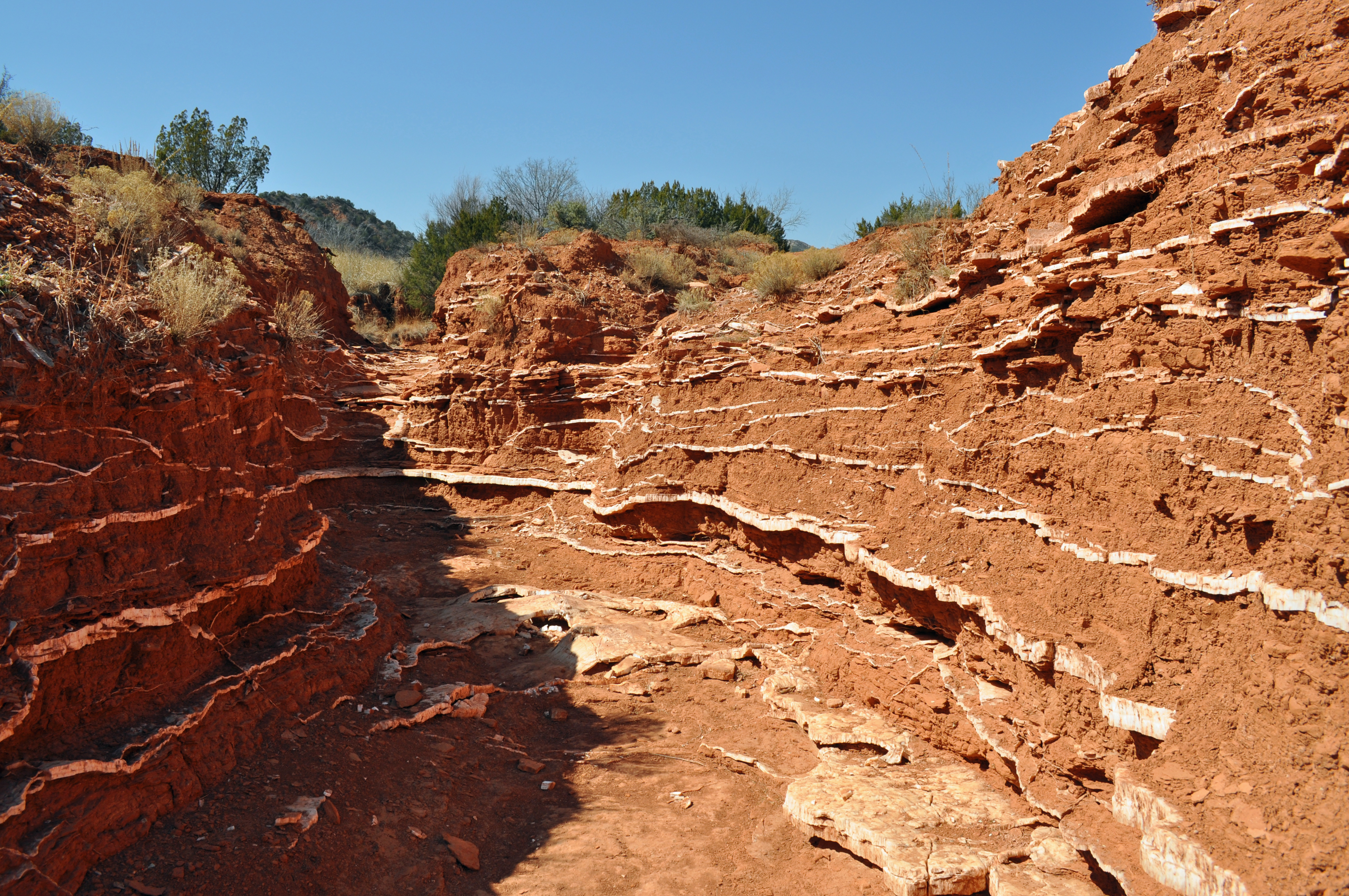
Weiße Gipsschichten im Caprock Canyons State Park and Trailway, Texas, USA
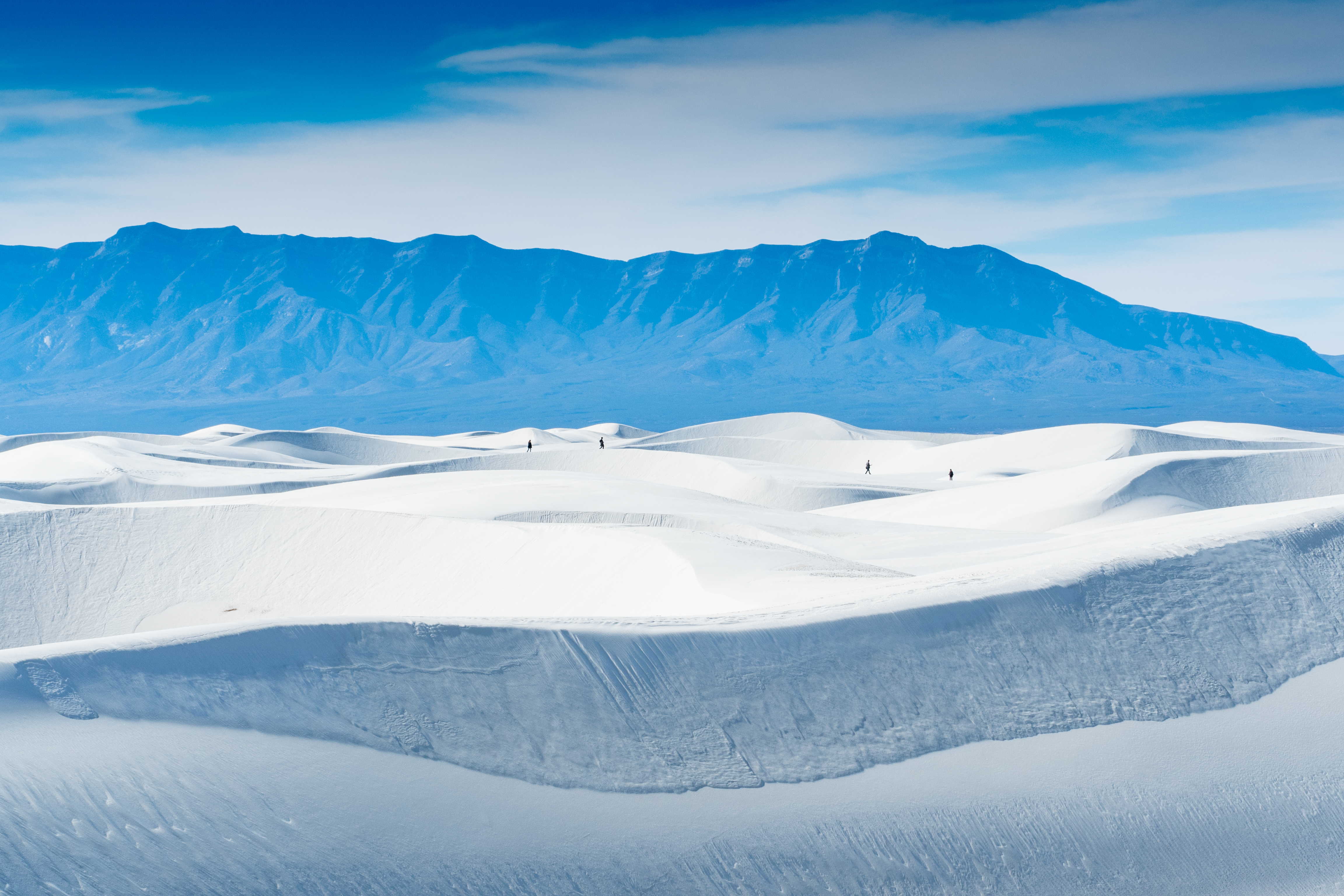
Ausgedehntes Dünenfeld aus Selenitkörnchen im White Sands National Park, New Mexico, USA

Größter Gipsproduzent im Jahr 2020 waren die USA, gefolgt von Iran und China. Die weltweite Abbaumenge betrug ca. 144 Mio t verteilt auf 78 Länder, in denen 2021 Gips abgebaut wurde. Die größten Produktionsländer sind nachfolgend tabellarisch aufgelistet:
| Land                | 2019        | 2020        |
| ------------------- | ----------- | ----------- |
|                     | (in Tonnen) |             |
| Algerien            | 2.500.000   | 2.500.000   |
| Brasilien           | 3.000.000   | 2.000.000   |
| Volksrepublik China | 15.500.000  | 12.600.000  |
| Deutschland         | 3.300.300   | 4.500.000   |
| Frankreich          | 3.000.000   | 1.890.000   |
| Indien              | 2.700.000   | 1.500.000   |
| Iran                | 16.000.000  | 16.000.000  |
| Japan               | 4.300.000   | 4.300.000   |
| Kanada              | 3.000.000   | 2.400.000   |
| Mexiko              | 5.400.000   | 5.400.000   |
| Oman                | 9.100.000   | 10.200.000  |
| Pakistan            | 1.670.000   | 2.210.000   |
| Russland            | 5.500.000   | 4.200.000   |
| Saudi-Arabien       | 3.300.000   | 3.300.000   |
| Spanien             | 7.000.000   | 11.000.000  |
| Thailand            | 9.790.000   | 9.800.000   |
| Türkei              | 10.000.000  | 7.500.000   |
| Vereinigte Staaten  | 21.200.000  | 21.200.000  |
| Andere Länder       | 22.000.000  | 21.700.000  |
| Gesamt (gerundet)   | 148.000.000 | 144.000.000 |

## Zusammensetzung verschiedener Baustoffe, welche als Gipse gehandelt werden
Quelle:
| Stoff                    | Naturgips (Trias, Keuper) | Naturanhydrit (Trias, Keuper) | Rauchgasgips (REA-Gips) | Phosphorgips                                                        | Fluoroanhydrit (neutralisiert)                                           |
| ------------------------ | ------------------------- | ----------------------------- | ----------------------- | ------------------------------------------------------------------- | ------------------------------------------------------------------------ |
| Calciumsulfat-Dihydrat   | 95                        | 0,5                           | 98                      | 96                                                                  | 0                                                                        |
| Calciumsulfat (Anhydrit) | 1                         | 96                            | 0                       | 0                                                                   | 96                                                                       |
| Calciumcarbonat          | 1,5                       | 1,5                           | 1                       | 0                                                                   | 0                                                                        |
| Magnesiumcarbonat        | 1                         | 1                             | 0                       | 0                                                                   | 0                                                                        |
| Sand und Ton             | 1,5                       | 1                             | 1                       | 2                                                                   | 1                                                                        |
| sonst. Begleitstoffe     | keine                     | keine                         | Calciumsulfit           | 1 % Phosphate, 0,5 % Fluoride, 0,5 % Strontiumsulfat, Schwermetalle | 1,5 % Fluoride, 1,5 % Kalium- und Zinksulfat, Spuren von Calciumhydroxid |
| pH-Wert                  | 6,7                       | 7                             | 6,7                     | 2,9                                                                 | 12                                                                       |

## Chemische Herstellung von Gips

### Historisch

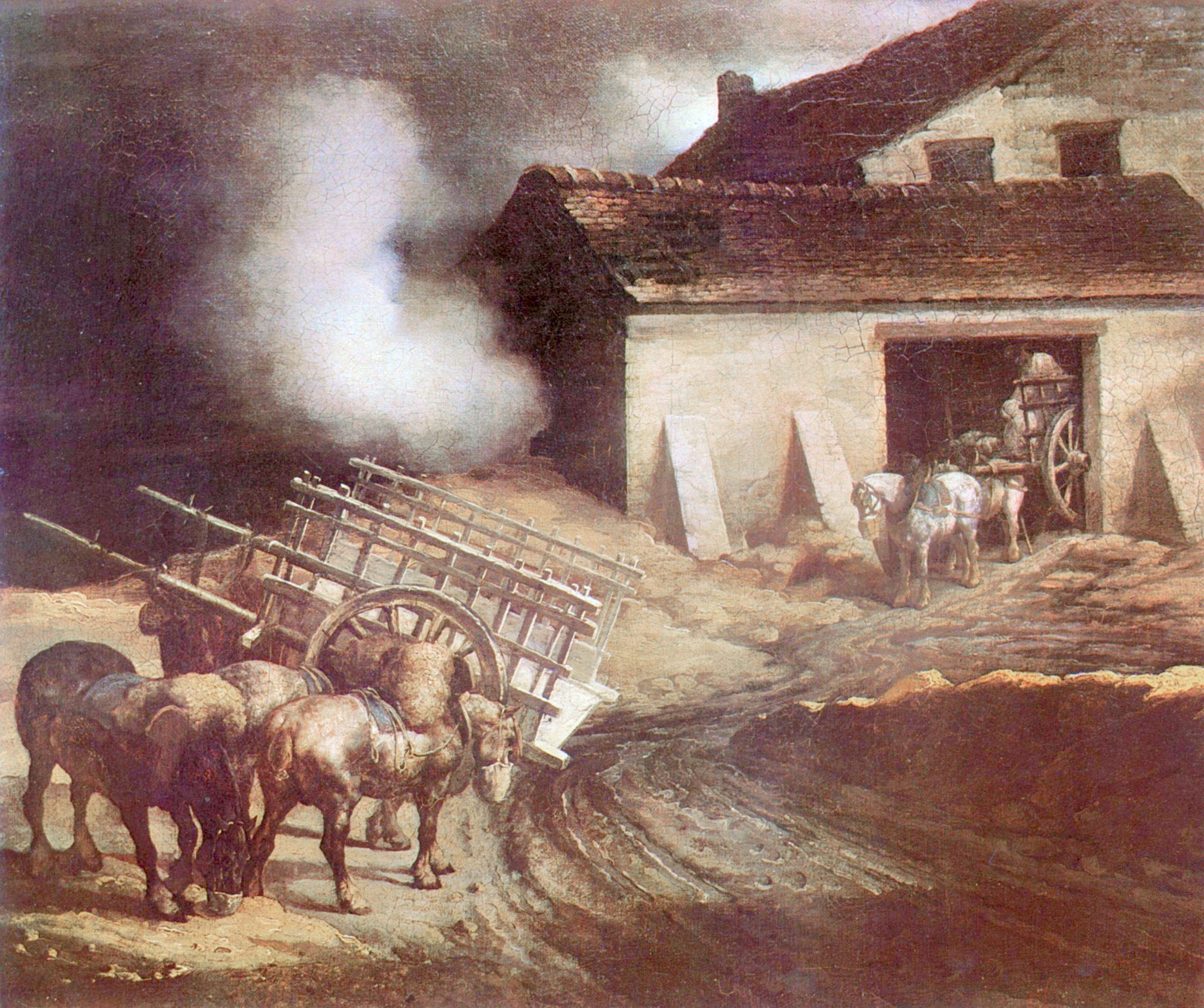
Gipsbrennerei, Théodore Géricault, 1822–1823

Im Mittelalter wurde gipshaltiges Gestein in Steinbrüchen oder bergmännisch abgebaut, sortiert und in Brechmühlen weiter zerkleinert, so dass es dem Brenn- oder Kochprozess zugeführt werden konnte. Die Gipsbrennereien betrieben Meiler- oder Grubenöfen, die mit Holz oder Torf befeuert wurden. Anschließend wurde der Gips in einer Gipsmühle fein gemahlen. Ein anderes Verfahren bestand darin, im Stollen ein Feuer anzufachen und anschließend den gebrannten Gips herauszuschlagen. → Gipsmuseum Schleitheim
Diese Tätigkeiten wurden zumeist von Bauern oder Müllern in der Zeit der Unterbeschäftigung erledigt. Je nach Reinheit und Feinheit unterschied man Baugips, Estrichgips und Stuckgips.

### Industriell
Weil Calciumsulfat bei vielen chemischen Prozessen (in der Regel in Form von Gips) als Sekundärprodukt entsteht, beispielsweise bei der Citronensäure-, Weinsäure- und Oxalsäureherstellung, erübrigt sich eine gezielte industrielle Herstellung im größeren Stil. Der bei der Herstellung von Phosphorsäure entstehende sogenannte Phosphorgips ist teilweise mit radioaktiven Substanzen verunreinigt, die aus den Phosphaten stammen, und ein Problemabfall. Der klassische Prozess ist die Fällung aus schwefelsaurem Wasser mit Kalkmilch oder Kalkstein:
{\displaystyle \mathrm {H_{2}SO_{4}+CaCO_{3}\longrightarrow CaSO_{4}+H_{2}O+CO_{2}} }
Schon Goethe, ein passionierter Naturwissenschaftler und Chemiker, beschrieb diesen Prozess in seinem Roman Die Wahlverwandtschaften:

„Was wir Kalkstein nennen, ist eine mehr oder weniger reine Kalkerde, innig mit einer zarten Säure verbunden, die uns in Luftform bekannt geworden ist. Bringt man ein Stück solchen Steines in verdünnte Schwefelsäure, so ergreift diese den Kalk und erscheint mit ihm als Gips; jene zarte, luftige Säure hingegen entflieht“

wobei der dichtende Chemiker die „zarte“ Kohlensäure meinte.
Gips entsteht auch bei allen Abwasserreinigungsverfahren, wenn es um die Neutralisation von sulfathaltigen Prozessabwässern oder schwefelsauren Beizen geht.
Bei der Herstellung von Fluorwasserstoffsäure aus Fluorit (Flussspat, Calciumfluorid) und konzentrierter Schwefelsäure fällt ebenfalls Gips (sogenanntes „Fluoroanhydrit“) an, der in der Zementindustrie und Bauindustrie als Anhydrit-Estrich Verwendung findet.

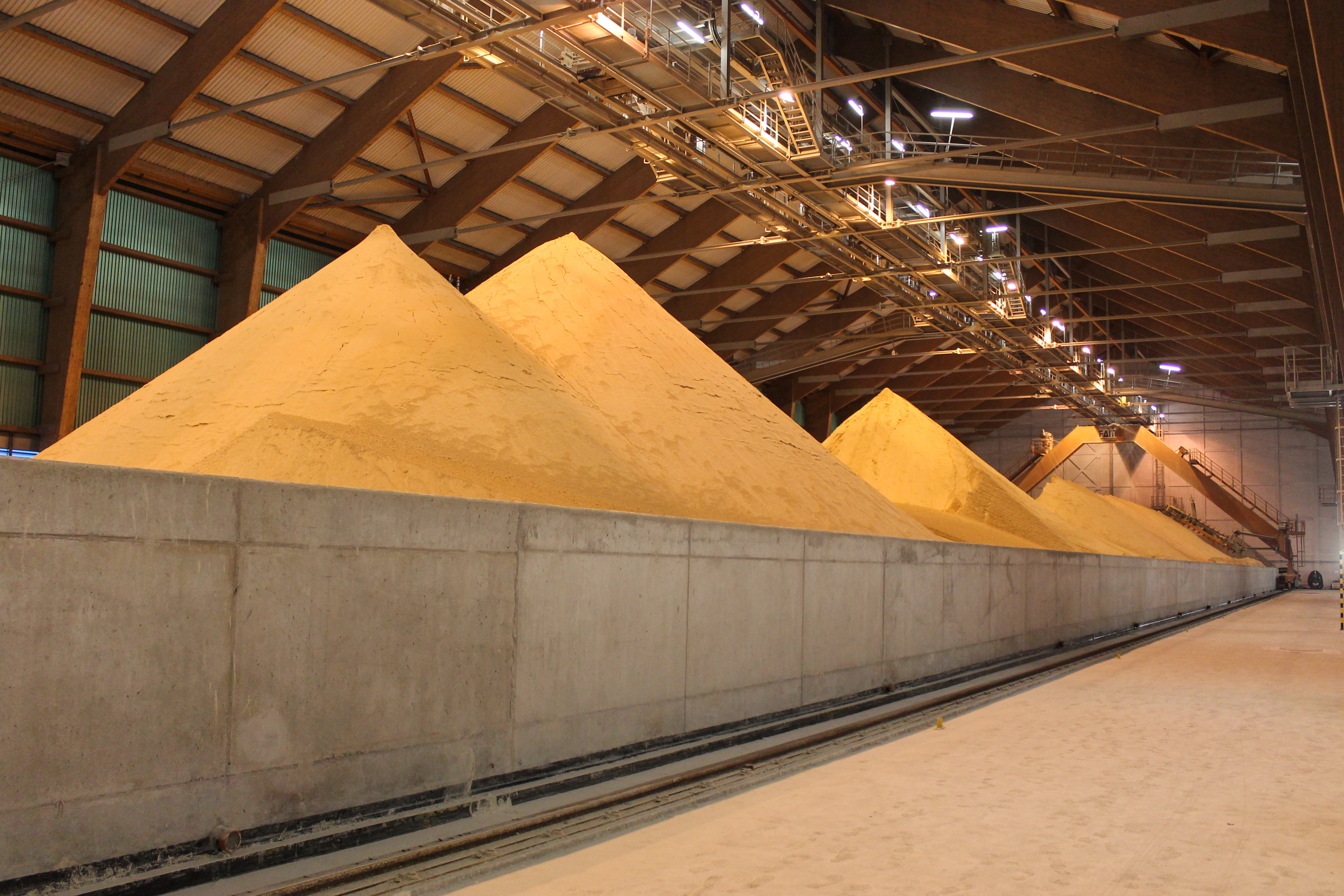
REA-Gips im Kraftwerk Schwarze Pumpe

Ebenso entsteht Gips als Endprodukt der Rauchgasentschwefelung („REA-Gips“) von Kohlekraftwerksabgasen. In der Regel – je nach Verunreinigungen – können solche Gipse (entwässerter Filterkuchen) in der Baustoffindustrie oder zur Weiterverarbeitung zu Calciumsulfat-Modifikationen (Hydraten) verwendet werden. Dieser Syntheseweg machte den Abbau von Naturgipslagerstätten in Europa Ende der achtziger Jahre teilweise überflüssig, heute sind die Produktionszahlen durch dieses Verfahren rückläufig, da häufig schwefelarme australische Steinkohle verwendet wird.
Im Jahr 2014 wurden in Deutschland von 11 Mio. Tonnen Gips rund 7 Mio. Tonnen durch REA gewonnen, während 4 Mio. Tonnen aus Naturgips gewonnen wurde. Mit dem schrittweisen Rückgang der Kohleverstromung – dessen endgültiges Ende spätestens 2038 gemäß Kohleverstromungsbeendigungsgesetz erfolgen soll (bei vorgezogenem Kohleausstieg entsprechend früher) – sinkt auch die REA-Gips-Produktion und wird letztlich ganz eingestellt. 2021 lag der Anteil nur noch bei 40 % des jährlich rund 10 Millionen Tonnen schweren Gipsbedarfs und bis 2025 wird von einer Absenkung auf rund 35 % ausgegangen.

### Recycling
Recycling spielt bei Gips eine wichtige Rolle. Alleine in den USA wurden 2021 ca. 700.000 Tonnen Gips aus Baumaterialien recycelt. Bei industriellem Recycling wird Gips meist vermahlen und zur Herstellung neuer Gipskartonplatten, als Absorber für Trocknungsprozesse, in der Wasserbehandlung, oder als Spielfeldmarkierung eingesetzt.
Auch in Deutschland wird Gips aus Abfällen recycelt, wenngleich dieser Anteil bislang eine untergeordnete Rolle spielt. Trotz intensiver Forschung zur Steigerung des Recyclinganteils wird prognostiziert, dass recycelter Gips bis 2040 etwa 1 Million Tonnen pro Jahr betragen und damit nur rund 10 % des Jahresbedarfs decken wird.

### Gipsähnliche Calciumsulfat-Modifikationen
- α-Halbhydrat (CaSO4·½ H2O) entsteht in einem geschlossenen Gefäß (Autoklav) unter Nassdampfatmosphäre beziehungsweise drucklos in Säuren und wässrigen Salzlösungen. Er ist Ausgangsstoff für härtere Gipse (Typ III, IV und V) und benötigt weniger Wasser, aber mehr Zeit zum Abbinden.

- β-Halbhydrat (CaSO4·½ H2O) entsteht beim Brennen in einem offenen Gefäß unter normaler Atmosphäre. Beim Vermischen mit Wasser erfolgt innerhalb von Minuten eine Hydratation zum Dihydrat. Er ist Ausgangsstoff für die weicheren Gipse.

Im Fall von α- und β-Halbhydrat handelt es sich um unterschiedliche kristalline Formen des Halbhydrats.
- Anhydrit III (CaSO4) entsteht bei Temperaturen bis 300 °C aus dem Halbhydrat. Bei Vorhandensein von Wasser, auch Luftfeuchtigkeit, bildet sich sehr schnell Halbhydrat.

- Anhydrit IIs (CaSO4) entsteht bei Temperaturen zwischen etwa 300 bis 500 °C, das s steht für „schwerlöslich“. Beim Vermischen mit Wasser erfolgt die Hydratation innerhalb von Stunden und Tagen.

- Anhydrit IIu (CaSO4) bildet sich bei Temperaturen von 500 bis 700 °C aus dem Anhydrit IIs, das u steht dabei für „unlöslich“.

- Anhydrit I  (CaSO4) ist die Hochtemperaturmodifikation des Gipses, sie bildet sich bei 1180 °C.

## Verwendung
Gips kommt auch unter Namen wie Alabasterweiß, Analin, Anhydrit, Bologneser Kreide, Elektrikergips, Federspat, Leichtspat oder Marienglas, Plaster of Paris in den Handel.

### Als Rohstoff
Gips als Rohstoff wird vorwiegend bergmännisch als Gipsgestein gewonnen, fällt aber heute auch häufig als Nebenprodukt verschiedener chemischer großtechnischer Verfahren an.
Technisch nutzt man das Vermögen des Gipses, das durch Erhitzen (Brennen) teilweise oder ganz verlorene Kristallwasser beim Anrühren mit Wasser wieder aufzunehmen und dabei abzubinden. Bei Erhitzen auf etwa 110 °C entsteht so gebrannter Gips (das oben erwähnte Hemihydrat), bei 130 bis 160 °C Stuckgips, ein Gemisch aus viel Hemihydrat und wenig Anhydrit. Bei 290 bis 900 °C entsteht Anhydrit, wobei das Kristallwasser ganz ausgebrannt ist. Sehr hoch erhitzter Gips wird auch „totgebrannter Gips“ beziehungsweise Analin oder Annalin genannt, weil er mit Wasser nicht mehr abbindet.

### Als Baustoff

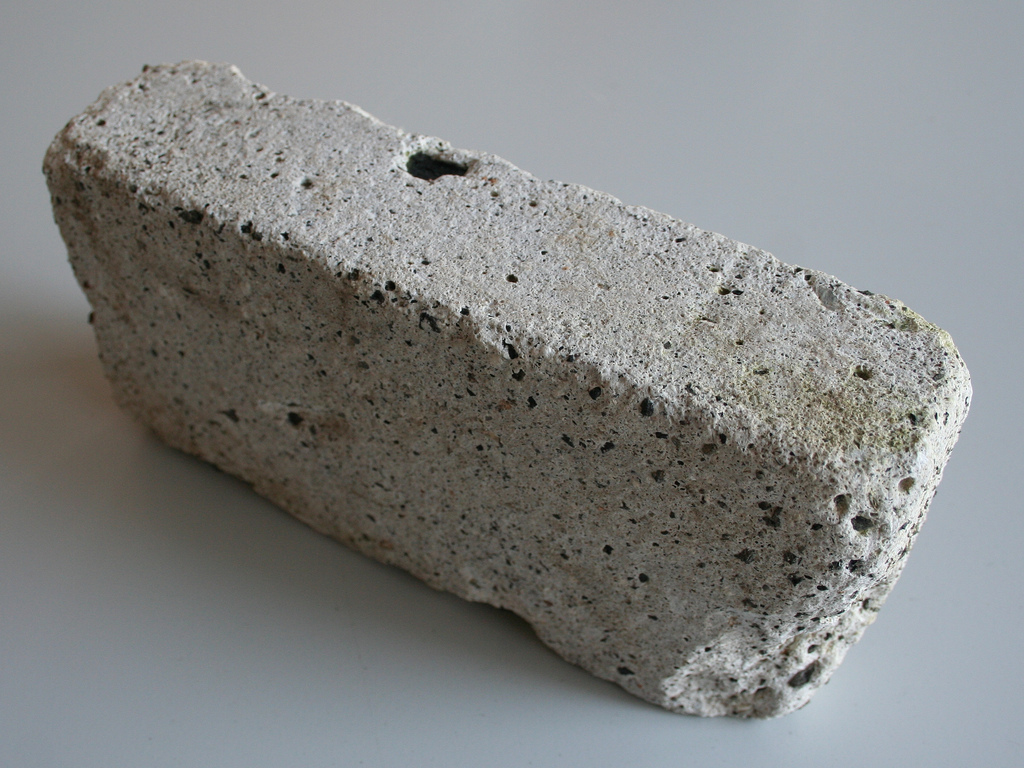
Ein aus Hochbrandgips gegossener Mauerstein, hergestellt um 1870

In der Bautechnik wird Gips (als Hemihydrat oder Mehrphasengips) heute meist in Form von REA-Gips für Gipswandbauplatten für Zwischenwände als auch für Gipskartonplatten für den Trockenbau, als Grundstoff für verschiedene Putze, Spachtelmassen und Trockenestriche verwendet, daneben auch als Füllmittel. Durch Vermengen mit Kalk erzeugt man für Putz-, Mauer- und Stuckarbeiten Gipskalk, der länger verarbeitbar ist als reiner Stuckgips und formbar wie Plastilin wird, bevor er aushärtet.
Da der abgebundene Gips eine gewisse Wasserlöslichkeit besitzt, werden Gipsbaustoffe überwiegend nur für den Innenausbau verwendet. Im Außenbereich müssen Gipsbaustoffe vor regelmäßigem Schlagregen geschützt werden. Früher wurde Gips auch für Stuckarbeiten an Fassaden eingesetzt und an Westfassaden ‘‘(Wetterseite)‘‘ mit Leinöl imprägniert.
Weil Gips hygroskopisch (wasseranziehend) ist und daher bei zu häufiger Durchnässung, schlechter Pflege oder Lüftung zu Verfärbungen und Verpilzungen neigt, ist er im Nass- und Kellerbereich nur eingeschränkt zu verwenden. Bei Renovierungsarbeiten wird Bau- oder Stuckgips verwendet, um kleine Risse, Löcher und Kabelschlitze in den Wänden zu schließen und Holz- und andere Bauteile einzudübeln.
Im Neubau werden Gipsputze ebenso wie Gipskartonplatten verwendet, um auf rauem und unebenem Mauerwerk eine streich- und tapezierfertige Oberfläche herzustellen.
Statisch nicht belastete Trennwände werden heute oft aus Gipskartonplatten mit Metallunterkonstruktion oder aus Gipswandbauplatten hergestellt.

Fest gegossener Anhydrit-Hohlraumboden mit Revisionsöffnungen im Rohbau

Auch Estriche, vor allem als Hohlboden-Unterkonstruktionen, werden aus Gips bzw. gegossenem Anhydrit hergestellt.
Daneben wird Gips zum Befestigen von Unterputzelementen für Elektroinstallationen in Rohbauwänden verwendet. Die Geschwindigkeit des Abbindens wird bei alkalischen Formulierungen – zum Beispiel Gipsputz – durch Zugabe von Wein- oder Zitronensäure reguliert. Neutrale Formulierungen können mit Eiweißverbindungen, Celluloseleim oder Weißkalkhydrat verzögert werden. Die Beschleunigung des Abbindevorgangs wird durch Zugabe von Kaliumsulfat oder fein aufgemahlenem Gips erreicht.
Im baulichen Brandschutz verwendet man bevorzugt Gips, da er bei relativ geringem Gewicht einen großen Feuerwiderstand bietet; den Schutz bewirkt das Kristallwasser des Dihydrats, das im Brandfall verdampft und auf der dem Brand zugewandten Seite einen schützenden Dampfschleier bildet.
Der Baustoff war namensgebend für den Beruf des Gipsers (heute Stuckateur).

### Als Modell- und Formengips
Bei der Anwendung als Modell- oder Formengips, etwa bei Bozzetti, werden erhöhte Anforderungen an die Reinheit der Gipsrohstoffe und an die Aufbereitung gestellt. Durch eine feinere Aufmahlung und geringere Anteile an Fremdmineralien wird eine gleichmäßigere Oberflächenstruktur erzielt. Durch die Verwendung von α-Halbhydrat (entsteht unter Wasserdampfdruck und hat eine höhere Dichte) können höhere Festigkeiten der Formteile erreicht werden. In diesem Zusammenhang wird auch von Hartgips gesprochen.

### In der Kunst
In der bildenden Kunst wird Gips zur Erstellung von Skulpturen genutzt und ebenso wie in der Technik zum Anfertigen von Formen und Modellen verwendet. Marienglas spielt auch heute noch bei Kirchen- und Alabaster-Restaurierungen eine wichtige Rolle, während der totgebrannte Gips auch gerne als Zusatzstoff (Streckmittel) für Malerfarben verwendet wird, da er zu billigeren Produkten führt, ohne die Farbqualität stark zu beeinträchtigen.
Analin wird ebenso für Grundierungen von Leinwand, in der Tafelmalerei oder als Goldgrund (Assis) verwendet. Auch Tafelkreide und Malkreide bestehen in Deutschland in der Regel überwiegend aus Gips.

### In der Keramikfertigung
Bei der Herstellung von einigen Keramiken, insbesondere bei der klassischen Herstellung von Porzellan ist die Verwendung von Gipsformen unentbehrlich. So wird beim Schlickerguss ein als Schlicker bezeichnetes Mineral-Wasser-Gemisch in eine Form aus Gips gegossen. Der Gips entzieht dem Gemisch lokal Wasser, sodass sich an der Wand eine Schicht ablagert. Ist die gewünschte Wandstärke erreicht, wird das überschüssige Gemisch entfernt. Nachdem der Grünkörper ausreichend getrocknet ist, kann dieser aus der Form entnommen und getrocknet werden.
Auch in der Modellierung von Keramiken werden häufig Gipsformen eingesetzt, beispielsweise bei der Herstellung von Agateware.

### In der Medizin
In der Medizin wird Gips für den Gipsverband verwendet: Dabei werden die betroffenen Gliedmaßen oder Gelenke zur Ruhigstellung und Stabilisierung mit feuchten Gipsbinden umwickelt, die dann innerhalb von Minuten aushärten und nach ungefähr zwölf Stunden voll belastbar sind.
In der Zahntechnik ist Gips der wichtigste Rohstoff für Dentalgipse zur Herstellung von Modellen, die aus Abformungen der Mund- und Zahnsituation erstellt werden. Nach der Norm für Dentalgipse EN ISO 6873 werden fünf Typen unterschieden:
- Typ I: Abform- und Abdruckgips, β-Halbhydrat, 0,15 % Abbindeexpansion und 4 N/mm² Druckfestigkeit
- Typ II: Alabastergips, β-Halbhydrat, 0,3 % Abbindeexpansion und 9 N/mm² Druckfestigkeit
- Typ III: Hartgips, α-Halbhydrat, 0,2 % Abbindeexpansion und 20 N/mm² Druckfestigkeit
- Typ IV: Superhartgips, α-Halbhydrat, 0,15 % Abbindeexpansion, 35 N/mm² Druckfestigkeit
- Typ V: Superhartgips, α-Halbhydrat, 0,3 % Abbindeexpansion, 35 N/mm² Druckfestigkeit

International werden eher die genauen Spezifikationen angegeben, insbesondere das Mischungsverhältnis (ml Wasser je 100 g Gips) und die Druckfestigkeit (in MPa bzw. N/mm² nach bestimmter Zeit und im trockenen Zustand). Je nach Verwendungszweck wichtig ist auch die prozentuale Abbindeexpansion und die Dauer der Verarbeitungs- sowie Abbindezeiten.

### Weitere Anwendungsgebiete
Ungebrannter oder totgebrannter Gips wird anstelle von Kreide zur Spielfeldmarkierung verwendet.
Eine mit Wasser anzurührende Mischung von Gips und Holzmehl, die dem Gips nach dem Aushärten eine gewisse Restelastizität verlieh, wurde in der DDR unter dem Namen „MUM Heimwerker ‚Dübelmasse‘“ als Ersatz für Plastikdübel produziert und verwendet.
Zur Herstellung von Tofu wird das Protein aus gemahlenen Sojabohnen mit Calciumsulfat zur Gerinnung gebracht. Des Weiteren wird Calciumsulfat auch als Lebensmittelzusatzstoff (E 516) eingesetzt. Es gehörte zum ursprünglichen Kanon der in der Alternativmedizin verwendeten zwölf Schüßler-Salze.
In einigen Gegenden Deutschlands wie unter anderem im Südharz entsteht ein Gips-Verwitterungsprodukt, welches aufgrund seiner Ähnlichkeit zum Speisemehl im Volksmund auch als „Himmelsmehl“ oder „Gipsasche“ bezeichnet wird. In Zeiten von Hungersnöten wurde dieses Gipsmehl entweder als Mehlersatz oder zum Strecken von echtem Mehl zur Zubereitung von Speisen verwendet. Durch die Hitze beispielsweise beim Backen entsteht jedoch gebrannter Gips, der im Magen-Darm-System abbinden und zu tödlichen Darmverschlüssen führen kann.
Lebensmittelfälschungen durch Beimengung gemahlenen Gipses, dort als „Plaster of Paris“ bezeichnet, waren aber auch beispielsweise im England des 19. Jhs. eine nicht selten tödliche Praxis.
Im 18. Jahrhundert propagierte der „Gipsapostel“ Johann Friedrich Mayer die Verwendung von Gips als calciumreicher Dünger.

## Übertragene Bedeutung
Da Gips weltweit reichhaltig vorkommt, hat es in der Geschichte der Menschheit noch nie eine kriegerische Auseinandersetzung um diesen Rohstoff gegeben. Auf der machtpolitischen Bedeutungslosigkeit des Gipses fußt das Sprichwort „Erzähl mir nichts vom Gipskrieg“, um jemandem ironisch gefärbt klarzumachen, dass er keine Geschichten zu nichtexistenten Begebenheiten erzählen soll.